# Kanton Montpellier-5
Der Kanton Montpellier-5 ist seit 1973 ein französischer Wahlkreis im Arrondissement Montpellier, im Département Hérault und in der Region Okzitanien. Bis 1992 gehörten noch die Gemeinden Lattes, Palavas-les-Flots und Pérols zum Kanton. Aus diesen Gemeinden wurde dann der neue Kanton Lattes geschaffen.
Der Kanton besteht aus dem südwestlichen Teil der Stadt Montpellier mit insgesamt 54.215 Einwohnern (Stand: 2022):
Bis zur landesweiten Neuordnung der französischen Kantone im März 2015 besaß der Kanton Montpellier-5 den INSEE-Code 3441.